# Aristida triticoides
Aristida triticoides är en gräsart som beskrevs av Johannes Jan Theodoor Henrard. Aristida triticoides ingår i släktet Aristida och familjen gräs.
Artens utbredningsområde är Somalia. Inga underarter finns listade i Catalogue of Life.